# Eclipse solar del 21 de junio de 2001
El 21 de junio de 2001 tuvo lugar un eclipse solar total con una magnitud de 1,0495. Fue el primer eclipse solar del siglo XXI. Un eclipse solar ocurre cuando la Luna pasa entre la Tierra y el Sol, oscureciendo total o parcialmente la imagen del Sol para un espectador en la Tierra. 
Un eclipse solar total ocurre cuando el diámetro aparente de la Luna es mayor que el del Sol, bloqueando toda la luz solar directa, convirtiendo el día en oscuridad. La totalidad ocurre en una trayectoria estrecha a través de la superficie de la Tierra, con el eclipse solar parcial visible sobre una región circundante de miles de kilómetros de ancho. Ocurrió 2,2 días antes del perigeo, el diámetro aparente de la Luna era mayor.
Mucha gente viajó a África para ver el eclipse; el Daily Telegraph informó que "mientras algunos miembros de una tribu observan a un cocodrilo celestial devorar el sol, el africano moderno estará contando el dinero en efectivo traído por miles de visitantes mmg".

## Visibilidad
Era visible desde un estrecho corredor en el sur del Océano Atlántico y el sur de África, incluidos Angola, Zambia, Zimbabue, Mozambique, el extremo sur de Malawi y Madagascar. Se vio un eclipse parcial desde la trayectoria mucho más amplia de la penumbra de la Luna, incluido el este de América del Sur y la mayor parte de África.